# Dobromierz (gmina)

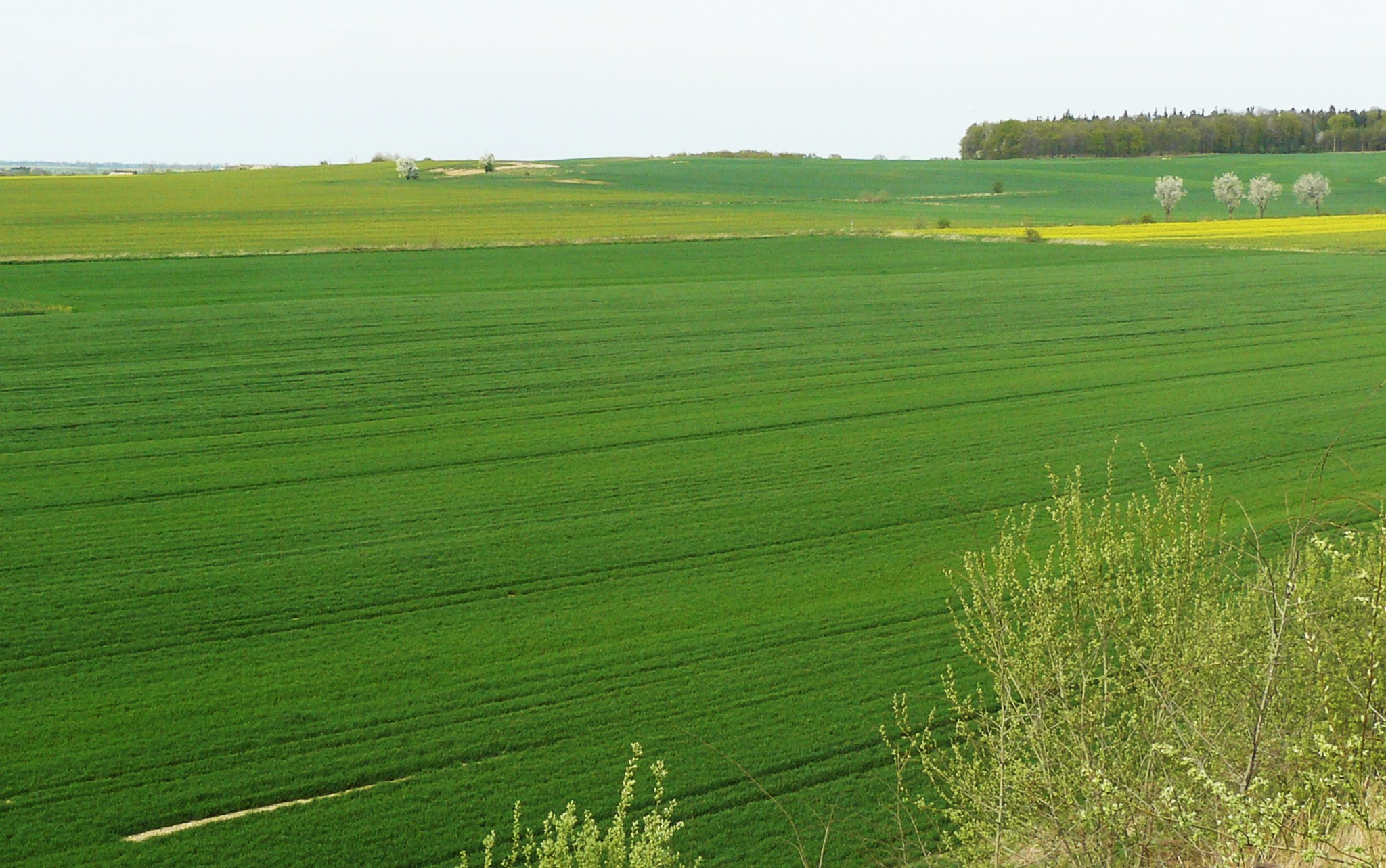
Krajobraz gminy koło Borowa

Dobromierz – gmina wiejska w województwie dolnośląskim, w powiecie świdnickim. W latach 1975–1998 gmina położona była w województwie wałbrzyskim.
Siedziba gminy to Dobromierz.
Według danych z 31.12.2011 r. gminę zamieszkiwało 5437 osób. Natomiast według danych z 31 grudnia 2019 roku gminę zamieszkiwało 5206 osób.
Według danych z 30 czerwca 2020 roku gminę zamieszkiwało 5197 osób.

## Struktura powierzchni
Według danych z roku 2002 gmina Dobromierz ma obszar 86,46 km², w tym:
- użytki rolne: 72%
- użytki leśne: 16%

Gmina stanowi 11,64% powierzchni powiatu.

## Demografia

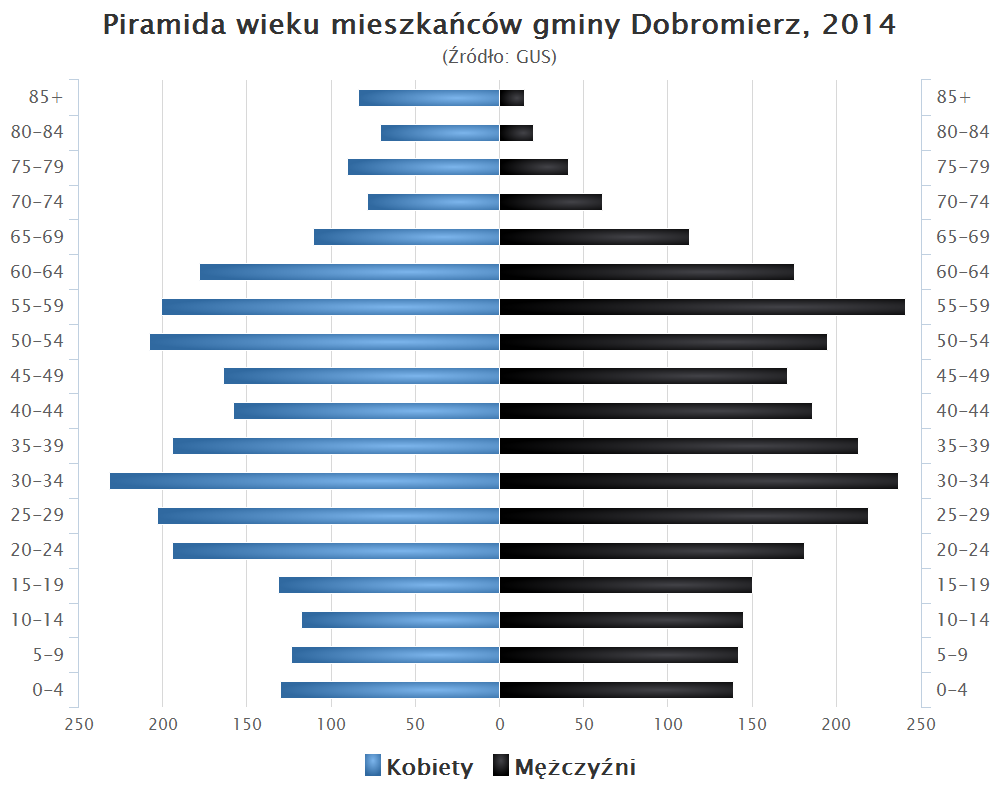
Piramida wieku mieszkańców gminy Dobromierz w 2014 roku

Dane z 30 czerwca 2004:
| Opis                              | Ogółem | Ogółem | Kobiety | Kobiety | Mężczyźni | Mężczyźni |
| --------------------------------- | ------ | ------ | ------- | ------- | --------- | --------- |
| jednostka                         | osób   | %      | osób    | %       | osób      | %         |
| populacja                         | 5487   | 100    | 2782    | 50,7    | 2705      | 49,3      |
| gęstość zaludnienia (mieszk./km²) | 63,5   | 63,5   | 32,2    | 32,2    | 31,3      | 31,3      |

## Sołectwa
Borów, Bronów, Czernica, Dobromierz, Dzierzków, Gniewków, Jaskulin, Jugowa, Kłaczyna, Pietrzyków, Roztoka, Szymanów.

Miejscowości bez statusu sołectwa: Bronówek, Celów.

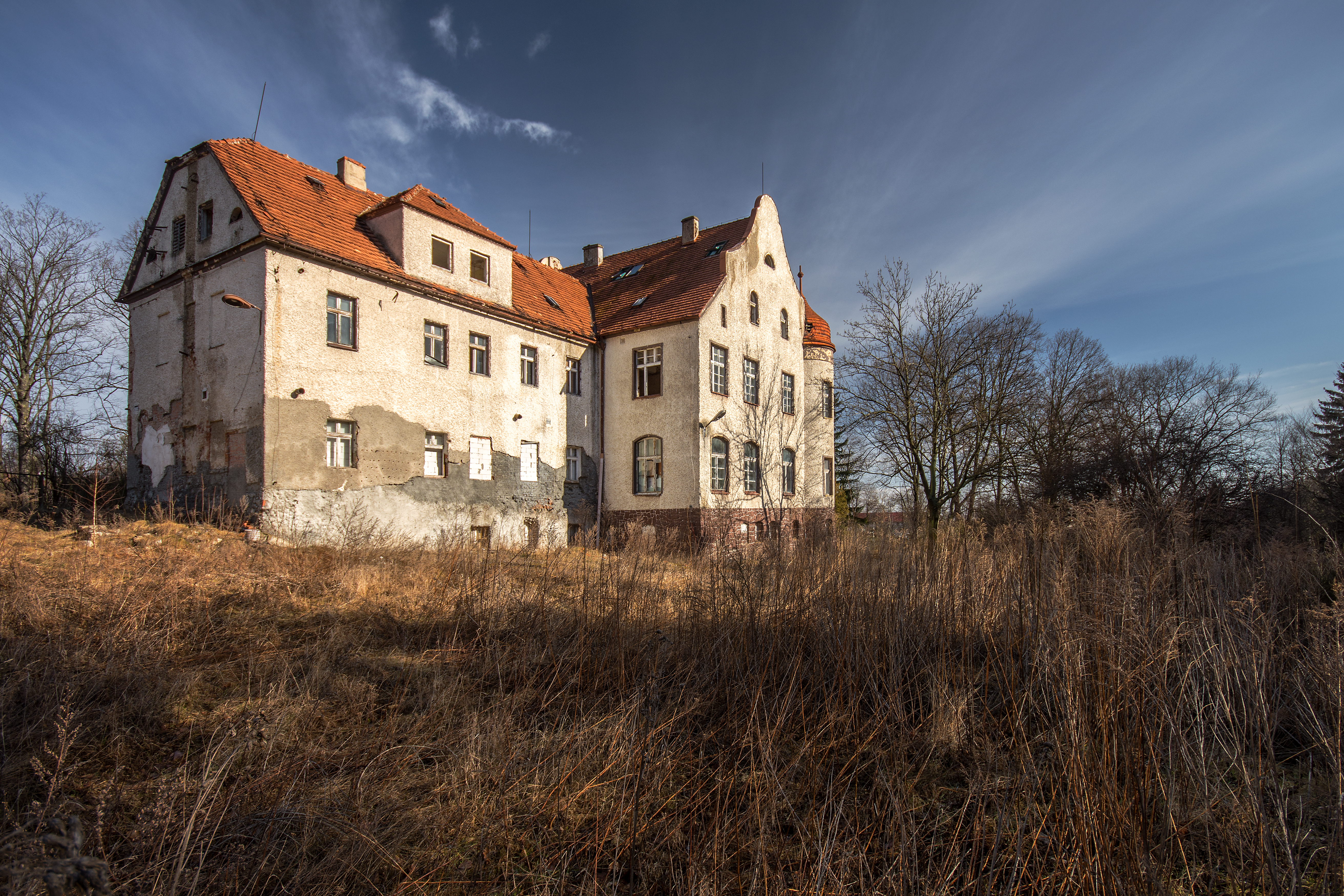
Pałac Jaskulin
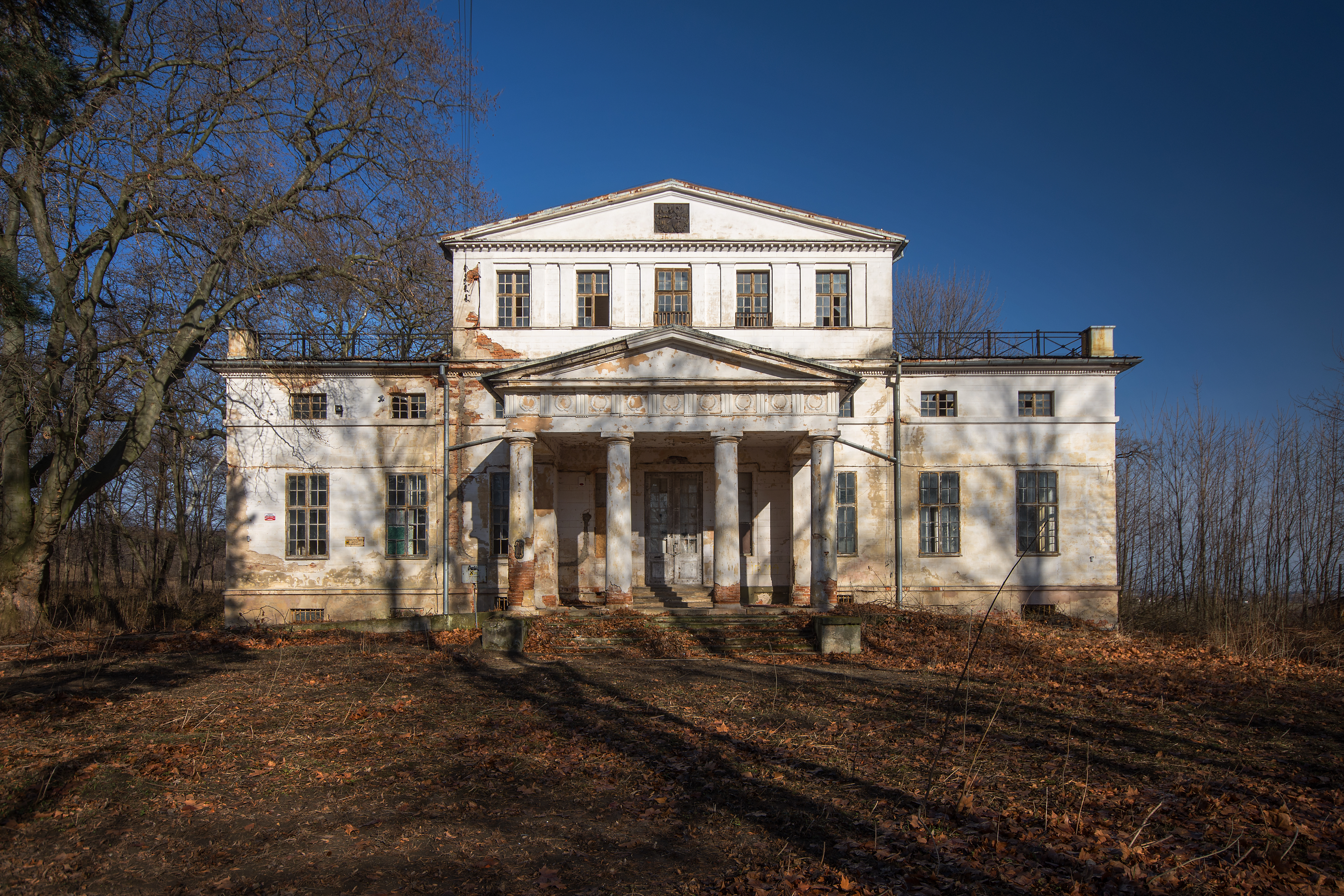
Pałac Szymanów
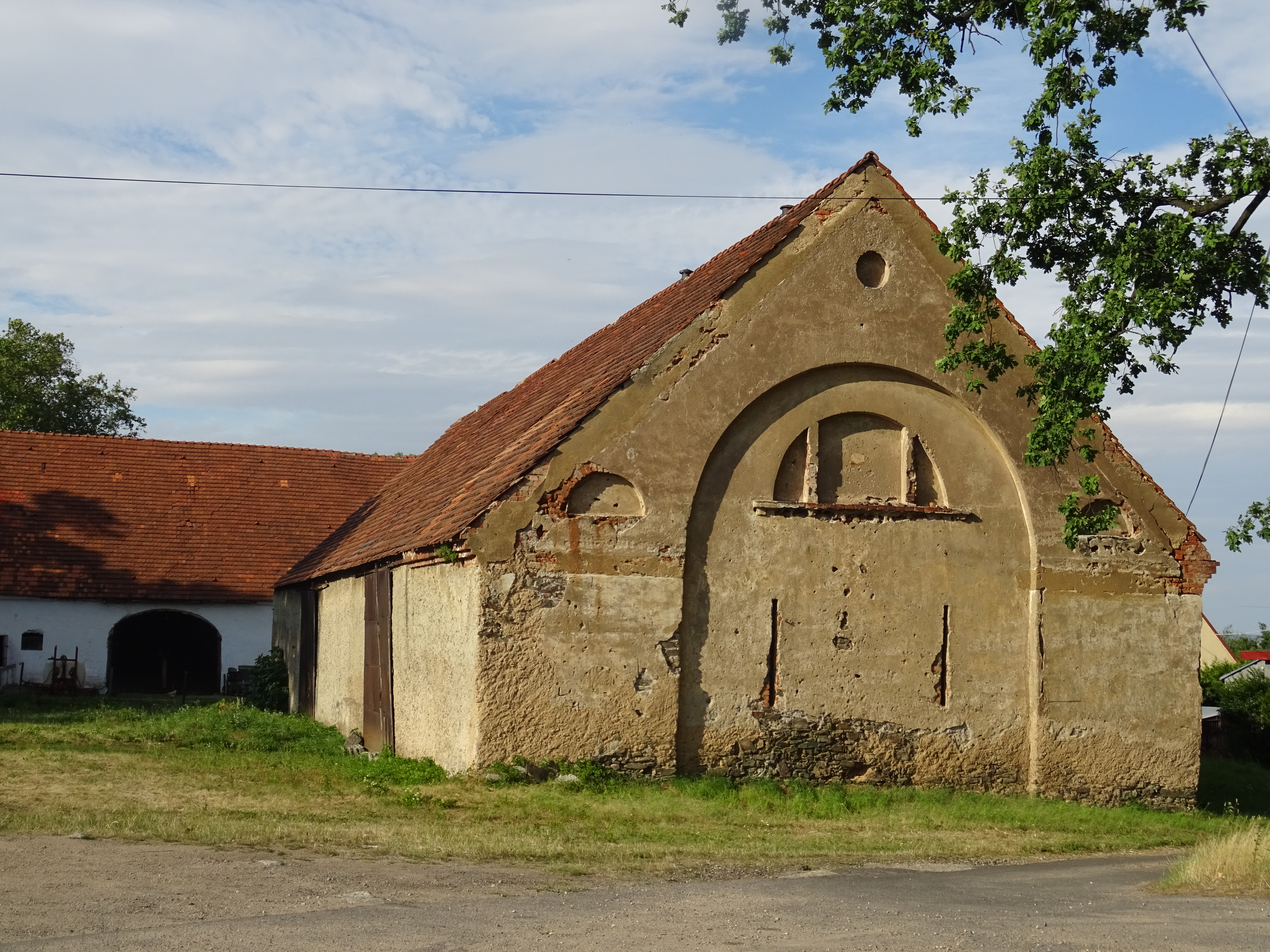
Bronów
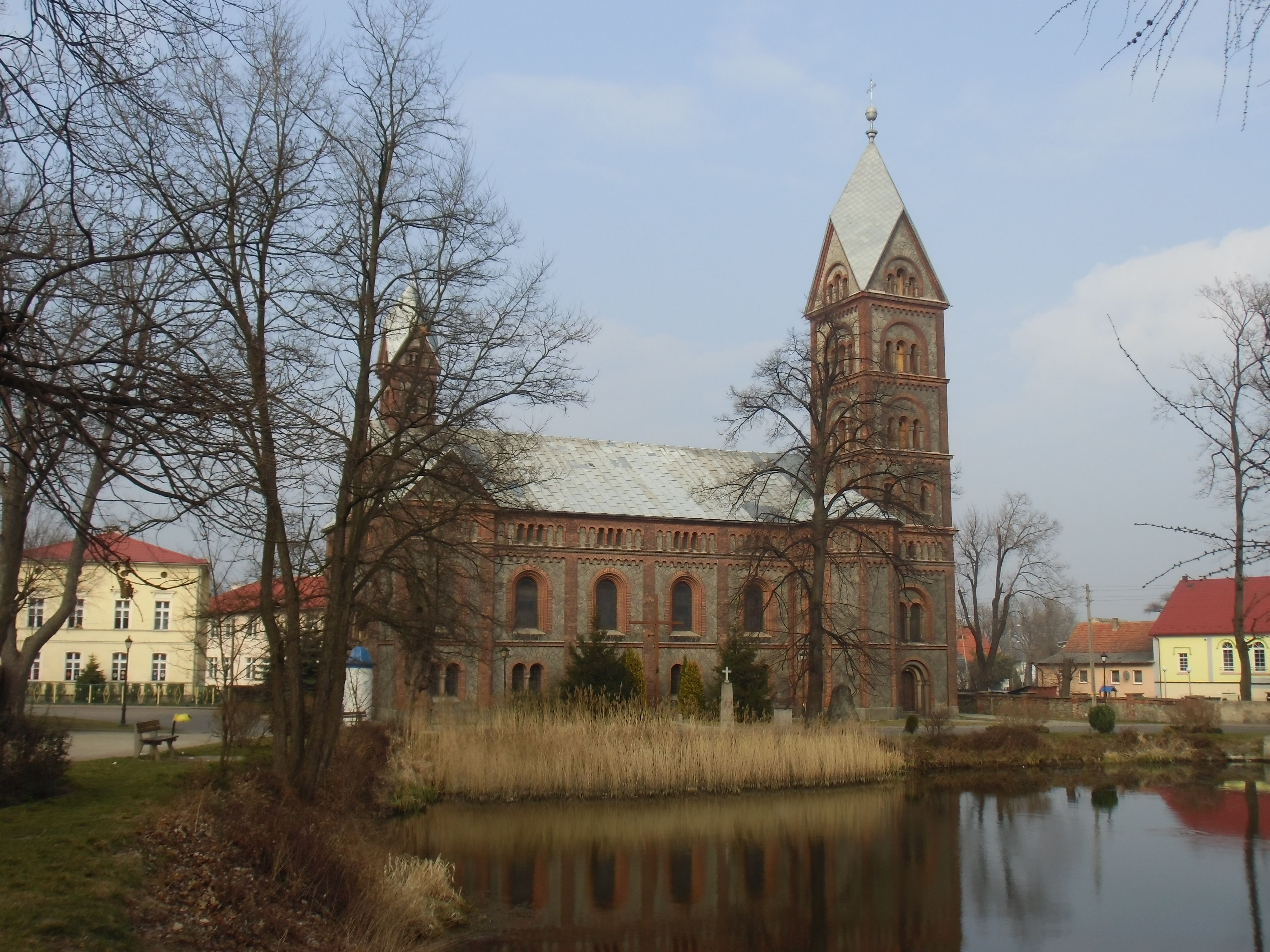
Roztoka
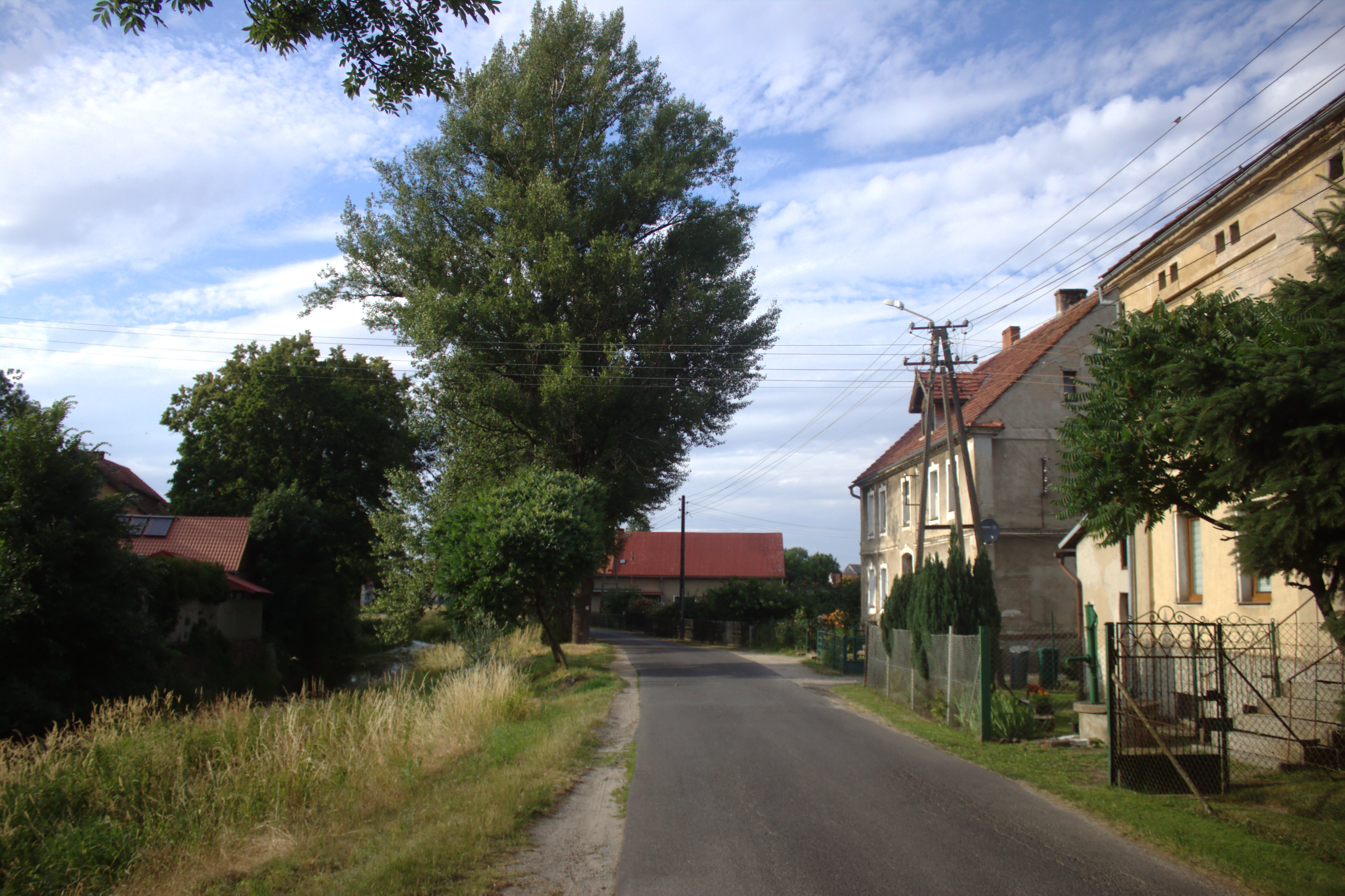
Roztoka
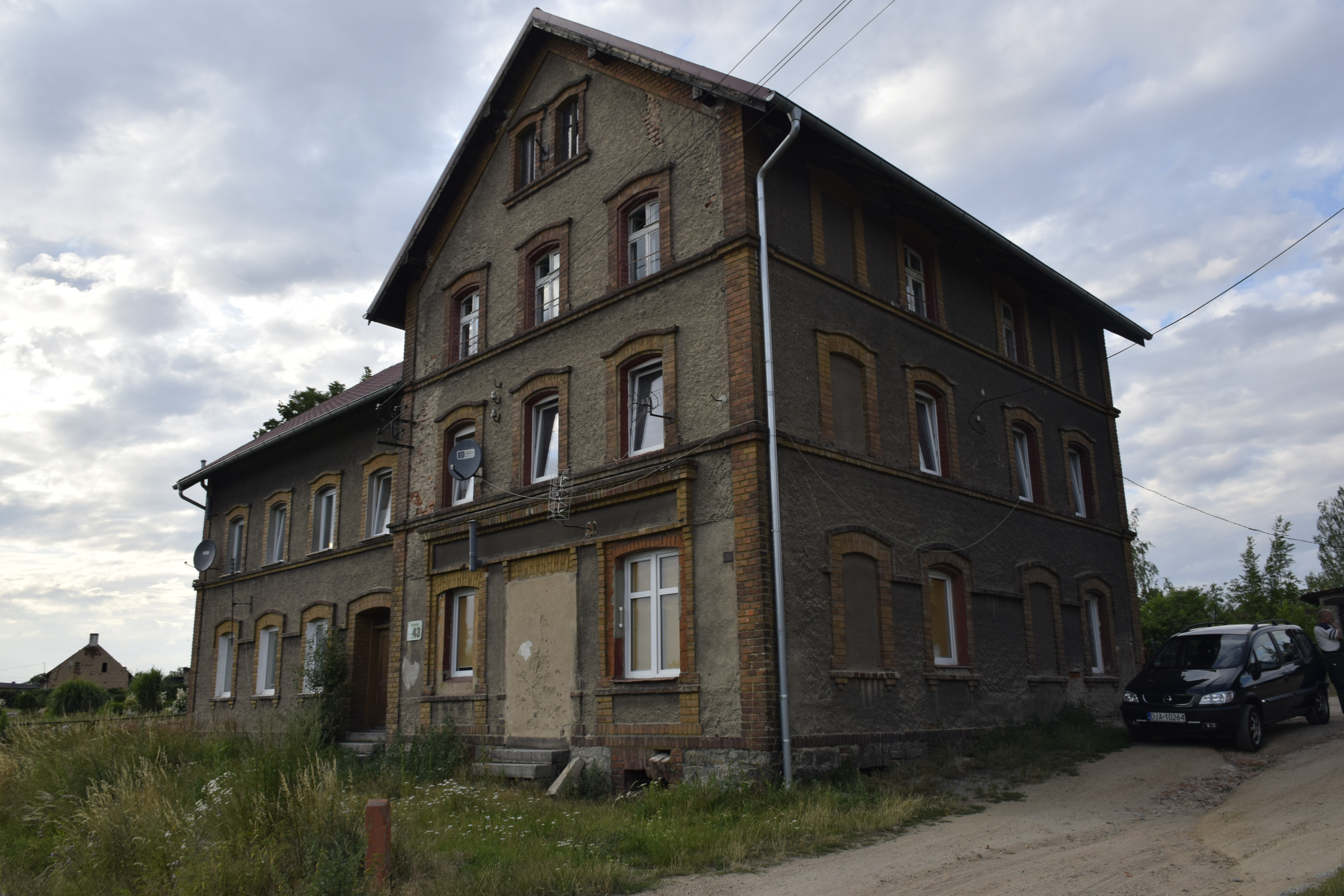
Dzierzków

## Sąsiednie gminy
Bolków, Mściwojów, Paszowice, Stare Bogaczowice, Strzegom, Świebodzice